# Cephalotaxus fortunei
Cephalotaxus fortunei är en barrträdart som beskrevs av William Jackson Hooker. Cephalotaxus fortunei ingår i släktet Cephalotaxus och familjen Cephalotaxaceae.
Arten förekommer i centrala, sydvästra och sydöstra Kina samt i norra Myanmar. Den växer i låglandet och i bergstrakter mellan 200 och 3700 meter över havet. Cephalotaxus fortunei hittas som ett mindre träd i undervegetationen av barrskogar och blandskogar. Barrskogarna där arten ingår domineras av träd från ädelgranssläktet, gransläktet och lärkträdssläktet. Andra låga växter i barrskogarna tillhör ofta släktena Rhododendron och Eurya.
I blandskogarna kan även lövträd från lönnsläktet och eksläktet vara dominerande. Andra typiska lövträd i blandskogarna är kinesisk katalpa, Fraxinus chinensis, Ilex latifolia, Liquidambar formosana och Nyssa sinensis. Bredvid Cephalotaxus fortunei hittas andra mindre barrträd i skogarna som Nageia nagi, Keteleeria fortunei eller Fokienia hodginsii.
Artens trä används sällan för konstruktioner. Cephalotaxus fortunei är betydande som prydnadsväxt i trädgårdar och som häck. Former med längre barr blev framavlade, till exempel i grevskapet Hampshire i England. Olja från arillusfrukten används i Kina som lampolja. Ett extrakt från barren eller från barken är ett botemedel mot cancer.
Intensivt skogsbruk kan påverka lokala populationer negativ. I utbredningsområdet inrättades flera skyddszoner. IUCN kategoriserar arten globalt som livskraftig.

## Underarter
Arten delas in i följande underarter:
- C. f. alpina
- C. f. fortunei

## Bildgalleri

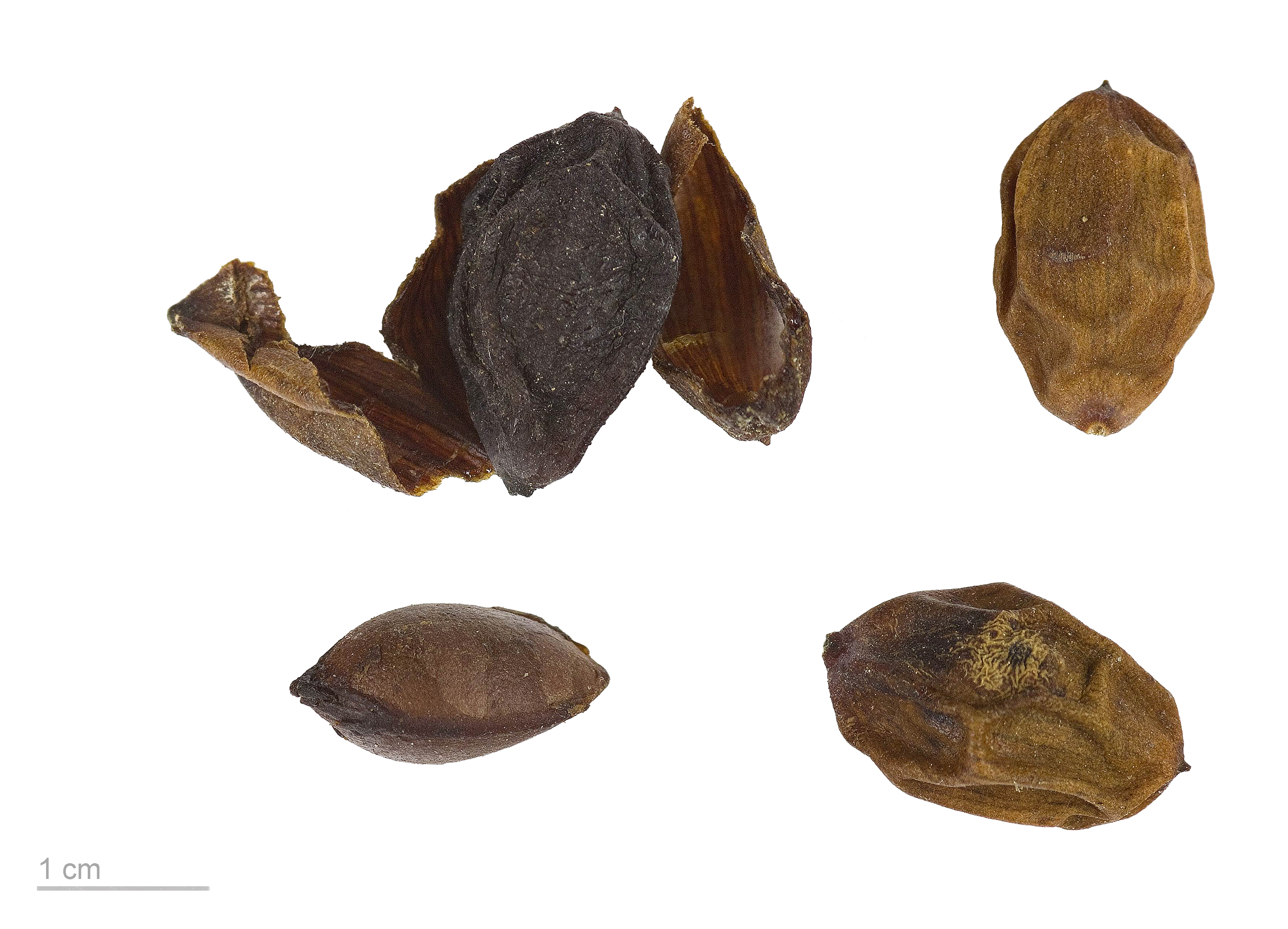
Frön
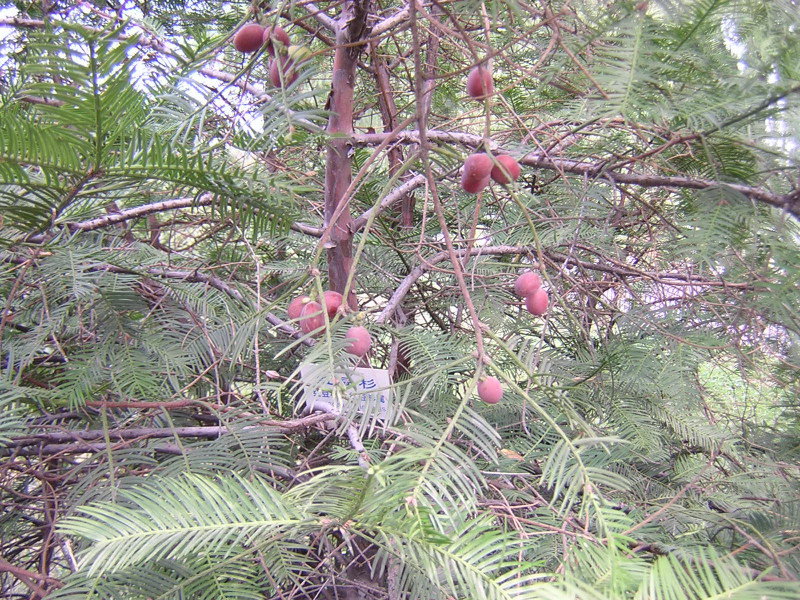
Exemplar med mogna arillusfrukter